# Coyote (Nowy Meksyk)
Coyote – jednostka osadnicza w Stanach Zjednoczonych, w stanie Nowy Meksyk, w hrabstwie Rio Arriba.